# Albert Wesker
 (février 2025).
Si vous disposez d'ouvrages ou d'articles de référence ou si vous connaissez des sites web de qualité traitant du thème abordé ici, merci de compléter l'article en donnant les références utiles à sa vérifiabilité et en les liant à la section « Notes et références ».
Albert Wesker (アルバート・ウェスカー, Arubāto Wesukā) est un personnage de fiction et l'un des principaux antagonistes de la série de jeux vidéo Resident Evil créé par Capcom.
Il est enlevé à sa famille quand il était enfant par la société pharmaceutique Umbrella et sert de sujet de test dans le cadre des études sur le virus Progenitor. En hommage à la scientifique menant les expériences, lui et les autres enfants sur lesquels sont menés les tests deviennent la fratrie Wesker et il est renommé Albert.
Devenu adulte, il devient à son tour chercheur pour Umbrella et finit par infiltrer pour leur compte l'armée américaine et les S.T.A.R.S, l'équipe des forces d'élite de la ville de Raccoon City où se trouve le siège d'Umbrella. Il en devient le capitaine et devient le coéquipier de Chris Redfield et de Jill Valentine. Ses coéquipiers découvrent son statut d'agent double lors de l'incident du manoir Arklay, au cours duquel il s'injecte un prototype de virus pour survivre à une blessure mortelle. 
Après la catastrophe de Raccoon City, il trahit Umbrella et rentre dans la clandestinité pour travailler à son compte pour le plus offrant sur le marché des armes biologiques. Il profite de ces collaborations pour voler les données des différentes organisations. Dans le même temps, l'injection qu'il s'est administrée a fait muté le virus Progenitor en lui, lui octroyant des capacités surhumaines.
S'associant avec la société Tricell, il développe le virus Uroboros dans le but de provoquer une extinction de masse de l'humanité pour favoriser son évolution et utilise l'isolement des villages d'Afrique de l'ouest pour mener ses expériences sur leurs habitants. Ses pratiques finissent par mener Chris Redfield sur ses traces qui collabore avec la branche africaine du B.S.A.A, chargée de combattre les organisations bioterroristes. Son plan final est mis en échec par son ennemi juré qui parvient à l'éliminer avec l'aide de l'agent Sheva Alomar.

## Histoire

### Resident Evil Zero
Le 11 mai 1998, une fuite du Virus T provoque la mise en quarantaine du complexe du manoir Spencer. Umbrella décide de contenir la contamination et de condamner tout le personnel du manoir à l'isolement. Un peu plus tard, des meurtres ont lieu dans la forêt de Raccoon City. Umbrella fait vite le rapprochement entre ces meurtres sanglants et le manoir laissé à l'abandon. Les ordres sont simples : détruire le vieux centre de formation de James Marcus puis le manoir Spencer. Pour tirer profit de la situation, Spencer ordonne en parallèle de collecter des données sur les aptitudes au combat des armes biologiques enfermées. Pour ce faire, Wesker est chargé d'envoyer les STARS aux bons soins des expériences monstrueuses de l'entreprise.
Wesker décide pour commencer d'envoyer son unité la moins expérimentée au centre de formation, sans leur dire mot sur la responsabilité de Umbrella, pour commencer ses tests macabres. Caché dans le centre de Marcus, son ancien lieu de travail, avec son ami William Birkin, il observe les STARS de l'équipe Bravo se faire tuer un à un par les monstres qu'ils libèrent avec soin. Mais les deux chercheurs découvrent avec stupeur que leur ancien mentor est encore vivant. James Marcus a en effet été sauvé par son propre virus, puisque les sangsues infectées par le Virus T l'ont ressuscité. Paniqué, Birkin lance l'autodestruction du centre. De son côté, avec un incroyable pragmatisme, Wesker réfléchit à ses options. Il sent la chute de Umbrella imminente. Devant la situation, il échafaude un plan de secours, prévu de longue date. Umbrella est un "navire qui prend l'eau". Il est temps pour lui de le quitter. Alors que Birkin part faire son rapport, Wesker s'enfuit. Il est vite intercepté par la sécurité de Umbrella. En effet, Sergei Vladimir, qui est dépêché sur place par l'entreprise pour récupérer l'arme biologique TALOS, croise Wesker. Au courant de sa désertion, Sergei condamne Albert à combattre un Tyran blanc, "Ivan", au teint noir et lunettes orange dont Wesker arrive à se débarrasser in extremis. Il décide ensuite de rentrer à Raccoon, pour poursuivre son plan.

### Resident Evil 1: Rebirth
L'équipe Bravo n'ayant pas donné de signe de vie depuis leur atterrissage dans la forêt, Wesker se sert de cette occasion préméditée pour envoyer sa seconde équipe, Alpha, plus expérimentée, à leur secours. Il se rend ainsi avec ses STARS dans la forêt, et après une attaque de Cerbères, oriente son équipe dans le manoir Arklay. Le plan de Wesker est clair : récupérer le Virus T, et se débarrasser des STARS afin d'être laissés pour mort, et échapper ainsi à Umbrella.
Wesker se débrouille pour s'éclipser discrètement dans les méandres du manoir. Pour parvenir à éliminer toute son équipe, il fait chanter un de ses STARS, Barry Burton, et le force à l'aider. Malheureusement, le plan de Wesker est découvert par Chris Redfield et Jill Valentine. Pourchassé par le reste de ses troupes, il reconsidère rapidement ses options et décide de réveiller le monstre le plus meurtrier du manoir, le Tyran, pour stopper les STARS. Wesker se fait alors attaquer par le monstre ( Wesker pensait que le Tyran aller être sous son contrôle, il devait attaquer Jill / Chris mais le Tyran étais incontrôlable   )  et c'est lorsqu'il est sur le point de mourir qu'il s'injecte un virus fourni par Birkin, probablement le Virus T. L'injection le sauve de la mort, comme prévu, ce qui lui permet de récupérer au passage un échantillon du virus. On comprendra dès Resident Evil 5 que c'est sûrement le Virus Progenitor qui, combiné dans ses veines au Virus T, a permis de le sauver plutôt que de l'achever. De plus, l'injection a aussi pour effet de décupler sa force physique et sa vitesse. Même si Wesker ne s'est pas débarrassé de son équipe et qu'il a été démasqué, il est bel et bien laissé pour mort, ce qui est l'essentiel. Mais le virus a sur lui des effets inattendus. À partir de ce moment du jeu, il apparaît comme un mutant aux yeux rouges avec une force physique et une capacité de concentration inhumaines. Il ne lui reste plus qu'à quitter le manoir avant son autodestruction…

### Resident Evil 2
Sous les ordres de l'Organisation, Wesker se propose d'aller récupérer le Virus G, perdu dans le laboratoire de Birkin. Il fait équipe avec deux espions de l'Organisation, dont Ada Wong, et les charge de récupérer le précieux virus. Gravement blessée par la femme de Birkin, puis sauvée par Leon S. Kennedy Ada récupère un échantillon. Wesker réussit à l'extraire avant la destruction de la ville. Il se retrouve en possession de l'échantillon ; et parvient à enlever la fille de William Birkin, afin de percer le secret de l'antidote au Virus G. Antidote que l'enfant porte dans son sang.

### Resident Evil: Code Veronica
Wesker est chargé de prendre d'assaut une île servant de base et de prison à Umbrella. À la suite de l'attaque, les employés survivants sont acheminés par avion jusqu'à la base secrète d'Alfred Ashford, en Antarctique. Wesker les suit et reçoit l'ordre de récupérer des informations et de faire sauter la base. En réalité, Wesker sait parfaitement ce qui est expérimenté dans ces laboratoires, et se met en quête du Virus T-Veronica.
Dans son périple, il croise la route de Chris Redfield. Fou de rage, il passe à tabac l'homme responsable de son échec dans le manoir Arklay. Évitant la mort de justesse, Chris se rend compte que Wesker n'est plus humain. Peu après, en progressant, Albert est amené à combattre une de ses anciennes collègues, Alexia Ashford, qu'il pensait morte. Infectée par le Virus T-Veronica, Alexia se lance dans un combat violent contre le "traître". Mais Wesker fuit, laissant Chris Redfield aux bons soins de Alexia, après les avoir tous deux affaiblis. La fin du jeu ne donne pas plus d'indications sur Wesker, qui est une fois de plus présumé mort. Bien vivant, il réussit à récupérer à nouveau un échantillon du virus en prélevant le sang de Steve Burnside, contaminé par le Virus T-Veronica et mort pour sauver Claire Redfield. Ayant atteint son objectif, Albert fuit en sous-marin et rajoute le Virus T-Veronica à sa collection.

### Resident Evil: Umbrella Chronicles
Wesker se retrouve en Russie, à l'entrée d'une ancienne base militaire d'URSS qui cache l'unité centrale du programme de surveillance globale d'Umbrella Corporation : la Reine Rouge. Il est chargé de récupérer toutes les données qu'elle contient avant de la détruire pour ainsi priver Umbrella de ses recherches. Il progresse dans la base et termine son périple face à son vieil adversaire, Sergei Vladimir qu'il affronte sous une forme mutante. Ayant vaincu son ancien collègue, Wesker récupère les données de la Reine Rouge et active son formatage.

### Resident Evil 4
Bien que Wesker n'intervienne pas physiquement dans l'aventure, il y participe en qualité de superviseur des missions de Krauser et de Ada, afin de garder les événements sous contrôle.
Albert Wesker est jouable dans le mode Mercenaries du jeu.

### Resident Evil 5
Alertée par les évènements en Afrique, le BSAA envoie toute une équipe sur place. Vite prévenus, Wesker et Excella se débarrassent des intrus. Mais deux agents survivants décident de découvrir la vérité et d'aller jusqu'au bout et parmi eux Chris Redfield. Tricell, quant à elle, n'est plus d'aucune utilité pour Wesker. Comme il l'avait fait avec Umbrella, il décide de "quitter le navire". C'est pour cette raison qu'il se débarrasse de Excella Gionne, trop envahissante pour lui : il lui injecte le virus Uroboros avant de confronter Chris et Sheva au monstre qu'elle est devenue.
Sortis vivants de leur combat contre Excella, Chris Redfield et Sheva cherchent à en découdre avec Wesker. D'autant que les deux héros ont recueilli un  nombre d'informations sur Uroboros et Wesker durant leur course pour la survie : Wesker doit régulièrement s'injecter un sérum afin de garder le contrôle sur sa mutation. Un nombre insuffisant ou trop élevé d'injections l'empêcheraient de rester humain.
Lorsqu'ils se retrouvent enfin face à Wesker, le mutant subit un nombre impressionnant d'injections de ce sérum ; puisque Chris sait que cela va l'affaiblir. épuisé par ces assauts, Wesker rentre dans une grande rage et s'enfuit dans un avion. Vite rattrapé par Chris et Sheva, sa fureur  lui fait perdre tous ses moyens. À bout de forces, il plonge son bras dans un missile d'Uroboros afin de se donner toutes les chances d'éliminer enfin les deux héros. Réactif, le parasite prend immédiatement possession de son corps, mais pas de son esprit : Wesker contrôle Uroboros. Mais c'est en jouant cette dernière carte qu'Albert Wesker perd toute apparence humaine, et qu'il est finalement éliminé par son éternel ennemi de deux roquettes dans la tête, clôturant ainsi le jeu ainsi que sa propre histoire. Le destin qu'il s'était préparé, qu'il avait enfin atteint, s'achève en même temps que Resident Evil 5. 

## Autres apparitions

### Apparitions au cinéma
Albert Wesker est introduit dans la franchise cinématographique à partir de Resident Evil: Extinction, il est interprété par l'acteur irlandais Jason O'Mara avant d'être remplacé par Shawn Roberts dans Resident Evil: Afterlife.
Dans le reboot Resident Evil (2021) de Johannes Roberts, le rôle est repris par Tom Hopper.
Dans la série de Netflix sortie en 2022, le rôle de Albert Wesker est interprète par Lance Reddick.

### Apparition hors de la série
Wesker apparaît aussi dans Marvel vs Capcom 3: Fates of two worlds comme personnage jouable avec Chris Redfield et Jill Valentine. Il apparait aussi comme personnage déblocable dans Lost Planet 2.
Wesker apparaît également comme tueur dans le jeu Dead By Daylight a l’occasion de la sortie d’un DLC payant le 30 août 2022.